# Kościół Jezusa Chrystusa w Siedlcach
Kościół Jezusa Chrystusa w Siedlcach – zbór Kościoła Bożego działający w Siedlcach, będący społecznością protestancką o charakterze zielonoświątkowym.
Nabożeństwa odbywają się każdej niedzieli o godz. 10 przy ulicy Wiatracznej 5.